# 食物ワクチン
食物ワクチン（英: Edible vaccines）は、可食性のワクチン。

## 概要
食物として食べることにより無毒化あるいは弱毒化された抗原を経口接種することにより、体内の病原体に対する抗体産生を促し、感染症に対する免疫を獲得する。
ワクチンは感染症予防において最も重要かつ効率的な手段ではあるものの、開発途上国や僻地においては使い捨て式の注射器の入手が困難だったり、生ワクチンを常時低温に維持して保管しなければならないなど、普及には制約があった。それらの問題を解決するために遺伝子組み換え作物に抗原を作らせることで収穫された作物を食べることにより免疫を獲得する手法の開発が進められる。従来型のワクチンの接種の普及の困難な後発開発途上国等の地域においては福音となることが期待される。

## 従来のワクチンと比較した優位性
培養された哺乳類細胞から開発された従来のワクチンは、動物ウイルスによる汚染を引き起こす可能性があるが、植物ウイルスは人類に影響を与えないので食用ワクチンはこの問題を解決する。ただし、ピーマン等に共通のウイルスであるトウガラシマイルドモットルウイルス(PMMoV)が人間に伝染する可能性も指摘されている。従来のワクチンでは不可欠だった滅菌された注射器や生ワクチンに必須だった低温での保存も不要。

## 問題点
遺伝子組み換え植物個体間の抗原発現量のばらつきや、抗原の安定性および免疫原性の変動が非常に大きいことや精製されていない場合、抗原の正確な投与量をどのように決めるのかが大きな課題となっている。
食物ワクチンの作物は厳重に管理された環境下で栽培しなければならない。無毒化及び弱毒化が不完全な場合や突然変異によって無毒化や弱毒化ができなくなった場合には危機的な状況をもたらす可能性がある。加熱調理しなければ食べられない食物の場合には加熱によってワクチンが劣化する可能性がある。

## 歴史
1990年代初頭に当時テキサスA&M大学にいたCharles J. Arntzenによって遺伝子組み換え作物にワクチンの機能を付与するアイディアが提唱された。2000年代に入り実用化に近づいたものの、まだ実際に接種までには至っていない。

## ワクチン製造法の開発
遺伝子を組み替えることにより作物内にワクチンとなる抗原(通常は抗原作用を有する蛋白質等)を生成するようにする。

## 現況
2020年現在、まだ開発段階に留まる。

## 接種方法
通常の食物同様に食べることによって口腔内粘膜を介して接種する。

## 対象となる食物
- ジャガイモ
- 米
- レタス
- トマト
- バナナ
- スピルリナ[5]
- 蚕 - 蛹を食べる[6][7]

他

## 副反応
通常のワクチンと同様の副反応が想定されると同時に未知の副作用の可能性もある。

## 開発
各国の大学や研究機関で開発が進められる。オーストラリアのアルフレッド病院では温室栽培でタバコとレタスにワクチンの遺伝子を組み込む研究が進められ、コーネル大学のボイス・トンプソン植物研究所では遺伝子組み換えジャガイモの研究が進められる。

## 関連資料
- 高岩文雄, 清野宏「医療に役立つ経口ワクチン米の開発について」（PDF）『農業および園芸』第85巻第12号、2010年、1169-1172頁、2020年9月28日閲覧。
- 佐生愛, 増村威宏「米タンパク質の特性を利用した経口ワクチンの開発 : 医療用遺伝子組換え植物の開発の動向」『化学と生物』第53巻第6号、日本農芸化学会、2015年、362-367頁、doi:10.1271/kagakutoseibutsu.53.362、ISSN 0453-073X、NAID 130005152087、2020年10月8日閲覧。
- 清野宏, 幸義和, 高岩文雄「経口ワクチン米による病気の予防 : 医学・農学異分野融合による新医療開発戦略」『学術の動向』第16巻第2号、日本学術協力財団、2011年、16-23頁、doi:10.5363/tits.16.2_16、ISSN 1342-3363、NAID 130000931541、2020年10月8日閲覧。